# Арустамян, Нора Седраковна
Арустамян, Нора Седраковна (арм. Նորա Սեդրակի Առուստամյան) — депутат Национального собрания Республики Армения 7-го созыва (порядковый номер 106), член фракции «Процветающая Армения».

## Образование
В 2012 г. окончила отделение лингвистики и межкультурной коммуникации факультета романо-германской филологии Ереванского государственного университета. Лингвист, специалист-консультант по межкультурной коммуникации.
В 2014 г. окончила магистратуру факультета международных отношений ЕГУ. Специалист-международник.
В 2012 г. проходила переподготовку в Языковой академии Кембриджа (Великобритания).

## Карьера
2014-2017 гг. — помощник депутата НС Гагика Царукяна.
2017-2019 гг. — депутат НС (территориальный избирательный округ N7 территориального избирательного списка блока партий «Царукян»). Член Постоянной комиссии НС по государственно-правовым вопросам и защите прав человека, член фракции «Царукян».
9 декабря 2018 г. избрана депутатом НС по территориальному избирательному округу N7 территориального избирательного списка партии «Процветающая Армения».

## Семья
Состоит в браке, имеет двоих детей.